# HD64740
HD64740 — хімічно пекулярна зоря спектрального класу B2, що має видиму зоряну величину в смузі V приблизно  4,6.
Вона  розташована на відстані близько 720,0 світлових років від Сонця.

## Пекулярний хімічний склад
Зоряна атмосфера HD64740 має підвищений вміст 
He
.

## Магнітне поле
Спектр даної зорі вказує на наявність магнітного поля у її зоряній атмосфері.
Напруженість повздовжної компоненти поля оціненої з аналізу
становить  586,7± 113,6 Гаус.